# 3452 Hawke
3452 Hawke este un asteroid din centura principală, descoperit pe 17 iulie 1980 de Edward Bowell.